# Remoção dos poderes da Assembleia Nacional da Venezuela em 2017
A Remoção dos poderes da Assembleia Nacional da Venezuela em 2017 ocorreu no dia 29 de março de 2017 quando o Tribunal Superior de Justiça (TSJ) da Venezuela assumiu o controle das atividades legislativas da Assembleia Nacional. A decisão resultou em protestos por todo o país. e em forte represália internacional de países e entidades estrangeiras por violar o princípio da divisão de poderes e a própria democracia venezuelana. Segundo o TSJ, essa decisão valeria enquanto a Assembleia permanecesse em "desacato" Luis Almagro, secretário geral da Organização dos Estados Americanos, descreveu o fato como um golpe de estado chavista.
O Tribunal Supremo de Justiça da Venezuela divulgou uma sentença na noite do dia 29 de março de 2017 que permite ao Poder Executivo venezuelano constituir empresas mistas no setor petrolífero sem a aprovação prévia da Assembleia Nacional e toma para si suas funções temporariamente, enquanto a Assembleia estiver em "desacato" segundo decisão anterior do Tribunal. O Tribunal declarou que a Assembleia Nacional está em desacato às leis venezuelanas desde o início de 2016, quando empossou três deputados que tiveram a eleição impugnada pela Justiça Eleitoral.Desde então o TSJ tem anulado todas as atividades aprovadas pela Assembleia. No dia 28 de março de 2017 o Tribunal, cuja maioria dos juízes é ligada a Nicolás Maduro, decidiu que os congressistas da Assembleia não tinham direito a imunidade parlamentar, alegando que eles estavam em estado de desacato.
Após pressão internacional, na madrugada do dia 1 de abril, o presidente Nicolás Maduro pediu ao TSJ que revisse a decisão de anular as competências legislativas da Assembleia Nacional, com objetivo de manter a estabilidade constitucional e que fosse devolvida a imunidade parlamentar, retirada pelo TSJ na mesma semana. O Tribunal acatou essa recomendação do presidente e anulou as decisões que restringiam os poderes legislativos da Assembleia.

## Reações

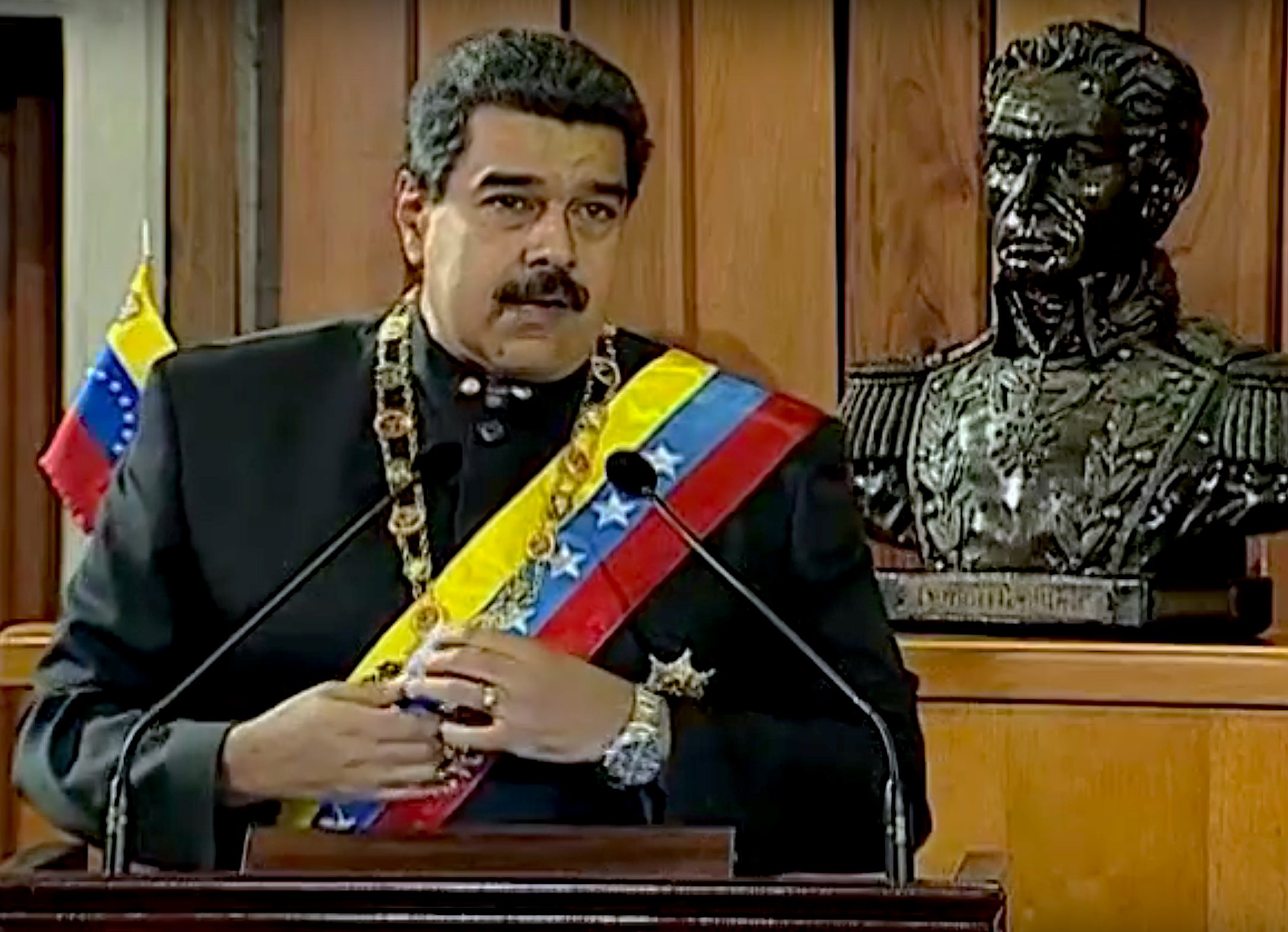
O presidente da Venezuela, Nicolás Maduro, em fevereiro de 2017.

### Reações governamentais
- Venezuela – A ministra das Relações Exteriores da Venezuela, Delcy Rodríguez, descreveu a rejeição internacional como uma conspiração de direita contra Maduro, e classificou a OAS como "imperalista".[16]

### Organizações internacionais
- Nações Unidas – A Organização das Nações Unidas (ONU) apelou para que a separação de poderes seja restabelecida na Venezuela e afirma estar “profundamente preocupada” com a situação no país.[6]

### Reações internacionais
- Argentina – O presidente Mauricio Macri falou que "recompor a ordem democrática" na Venezuela era necessário, demandando que o país estabelecesse um calendário eleitoral e que libertasse os presos políticos.[7]
- Brasil – Uma nota do Itamaraty afirmou que "Respeito completo pelo princípio da divisão de poderes é um elemento essencial para a democracia. As decisões da suprema corte violam esse princípio e alimentam a radicalização política".[7]
- Chile – A presidente do Chile Michelle Bachelet descreveu a situação como sendo "muito preocupante" e ligou para seu embaixador para a "informar" sobre o ocorrido.[8]
- Colômbia – María Ángela Holguín, ministra das relações exteriores, declarou que é "muito claro que é preciso poderes públicos independentes para fortalecer a democracia", afirmando que a Colômbia rejeita a "não divisão dos poderes".[7]
- Costa Rica – Manuel Gonzales, ministro das relações exteriores, emitiu uma nota dizendo que "Costa Rica considera que essas decisões são inadmissíveis e decepcionantes, pois são contrárias às essências da democracia e aceleram a deterioração da governança democrática naquele país".[7]
- Guatemala – O ministro das relações exteriores diz mostrar "grande preocupação sobre as recentes decisões da Suprema Corte de Justiça da República Bolivariana da Venezuela" e que a "Guatemala reitera sua convicção de preservar o império da lei, aderência a regras constitucionais, separação dos poderes, liberdade de expressão e pensamento e respeito irrestrito pelos direitos humanos".[7]
- México – Secretário das relações exteriores Luis Videgaray Caso disse que o México estava "gravemente preocupado sobre a deterioração da ordem democrática em um país irmão".[7]
- Panamá – Ministro das relações exteriores pediu para que fosse garantido novas eleições.[7]
- Peru –  Presidente do Peru Pedro Pablo Kuczynski disse em seu Twitter que "a América Latina é democrática. É inaceitável o que acontece na Venezuela". Também disse: "Eu condeno a ruptura da democracia na Venezuela. Eu vou retirar o meu embaixador do país". Kuczynski retirou seu embaixador na Venezuela e iniciou consultas com membros da OAS para tratar da situação[9]
- Portugal – O Secretário de Estado das Comunidades Portuguesas, José Luís Carneiro, após uma visita a Caracas, qualificou a situação social, económica e política na Venezuela como muito grave.[17] O ministro dos negócios estrangeiros de Portugal, Augusto Santos Silva, afirmou que o governo de Portugal tem plano de contingência para evacuação de portugueses na Venezuela pela fronteira com o Brasil, estima-se que a comunidade portuguesa no país seja de quase 1 milhão de pessoas.[18]
- Estados Unidos –  Porta-voz do departamento de estado americano Mark Toner expressou desaprovação, em nome dos Estados Unidos, afirmando que o país considerou que a dissolução da Assembleia Nacional foi "um sério golpe para a democracia, afirmando ainda que "os Estados Unidos condenam a decisão, em 29 de Março, da Suprema Corte Venezuelana de usurpar o poder da Assembleia Nacional democraticamente eleita.[10]